# Hamstere
Hamstere (latin: Cricetinae) er en underfamilie til studsmusfamilien (Cricetidae).
Hamstere er en gruppe af små til mellemstore gnavere. Som hos andre arter af gnavere vokser hamsternes fortænder hele livet, men som noget specielt blandt gnavere har hamstere kindposer, som de bruger til at samle føde i og bære det hjem til deres bo for at æde under rolige forhold. Ordet hamster er beslægtet med at hamstre (af tysk oprindelse), altså at samle forråd. Ordet hamster er fælleskøn, dvs. at det hedder en hamster.

## Levevis
Deres bo ligger under jorden, hvor de graver gangsystemer. Disse kan være forholdsvis simple, men kan også være ret komplicerede systemer med mange gange og kamre. Alle hamstere er natdyr og tilbringer det meste af dagen med at sove i deres huler.
Hamstere ser generelt ikke særligt godt, men til gengæld hører de fremragende, og deres lugtesans er også god. Deres diæt er meget omfattende, idet de æder næsten alt, hvad de falder over, både frø, bær og andre plantedele, men også insekter og andre smådyr.
Hamstere inddeles i flere slægter og findes udbredt i store dele af Europa og Asien.

## Klassifikation
Underfamilie: Cricetinae (Hamstere)
- Slægt: Cricetus (Europæisk hamster)
- Slægt: Cricetulus
- Slægt: Mesocricetus (Guldhamstere)
- Slægt: Phodopus (herunder dværghamstere)
- Slægt: Tscherskia
- Slægt: Cansumys
- Slægt: Allocricetulus

## Kæledyr
De fem hamsterarter man har som kæledyr er: Campbell og Vinterhvid Dværghamster, Syrisk Guldhamster (bedre kendt som guldhamster), Kinesisk hamster og Roborovski. Mange danskere forveksler vinterhvide og Campbell hamstre som Sibirisk hamster. I Danmark findes der mange hybrider, de er en blanding af Vinterhvid og Campbell. De har oftest adfærdsproblemer og dårligt helbred. Hvis en Dværghamster ikke har stamtavle vil man kvalificere den som hybrid.